# Augusta von Hannover

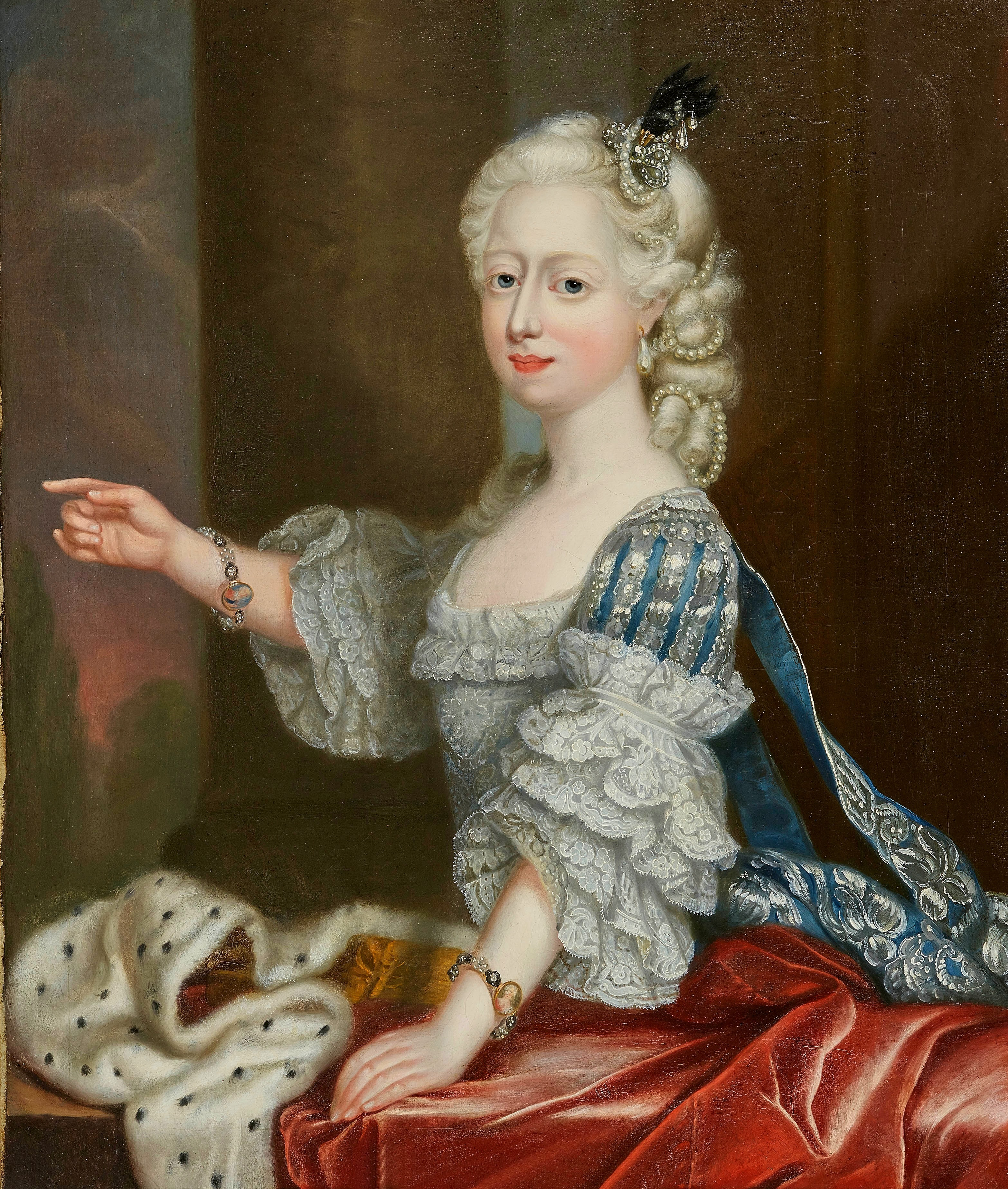
Augusta von Hannover, Porträt eines unbekannten Malers um 1763

Augusta von Hannover, voller Name Augusta Friederike Luise von Hannover (* 31. Julijul. / 11. August 1737greg. in London; † 23. März 1813 ebenda), war durch Geburt Prinzessin von Großbritannien und Irland (aus dem Haus Hannover) sowie durch Heirat Herzogin zu Braunschweig-Lüneburg sowie von 1780 bis 1806 regierende Fürstin von Braunschweig-Wolfenbüttel.
Nach ihrer Heirat mit dem braunschweigischen Erbprinzen Karl Wilhelm Ferdinand von Braunschweig siedelte sie von London nach Braunschweig über, stand dem herzoglichen Hof jedoch distanziert gegenüber. Ihr Mann ließ deshalb eigens für sie südlich vor den Stadttoren Schloss Richmond errichten, das Augusta ab 1768 als bevorzugte Residenz nutzte.
Nachdem ihr Mann an den Folgen einer schweren, in der Schlacht bei Jena und Auerstedt gegen napoleonische Truppen erlittenen Verletzung verstorben und Braunschweig anschließend von französischen Truppen besetzt worden war, flüchtete Augusta nach England zurück und verbrachte ihre letzten Jahre gemeinsam mit ihrer Tochter, der Princess of Wales Caroline, in London.

## Familie
Augusta kam als älteste Tochter des Prince of Wales, Friedrich Ludwig von Hannover, und seiner Frau Augusta von Sachsen-Gotha-Altenburg im St James’s Palace in London zur Welt und war damit das erste Enkelkind des englischen Königspaares Georg II. und Caroline von Brandenburg-Ansbach. Sie war das erste von acht Kindern des englischen Thronfolgers und zudem die Patin ihrer jüngsten Schwester Caroline Mathilde. Weil ihr Vater im dauerhaften Streit mit Augustas Großvater lag, hatte sie keine Gelegenheit, ihre Großeltern kennenzulernen geschweige denn familiäre Beziehungen zu ihnen aufzubauen. Ihre Eltern mieden jeden Kontakt zum Hof in Windsor, wohingegen das Königspaar hatte verlauten lassen, „dass jeglicher Kontakt mit seinem Ältesten und dessen Familie unerwünscht sei“.

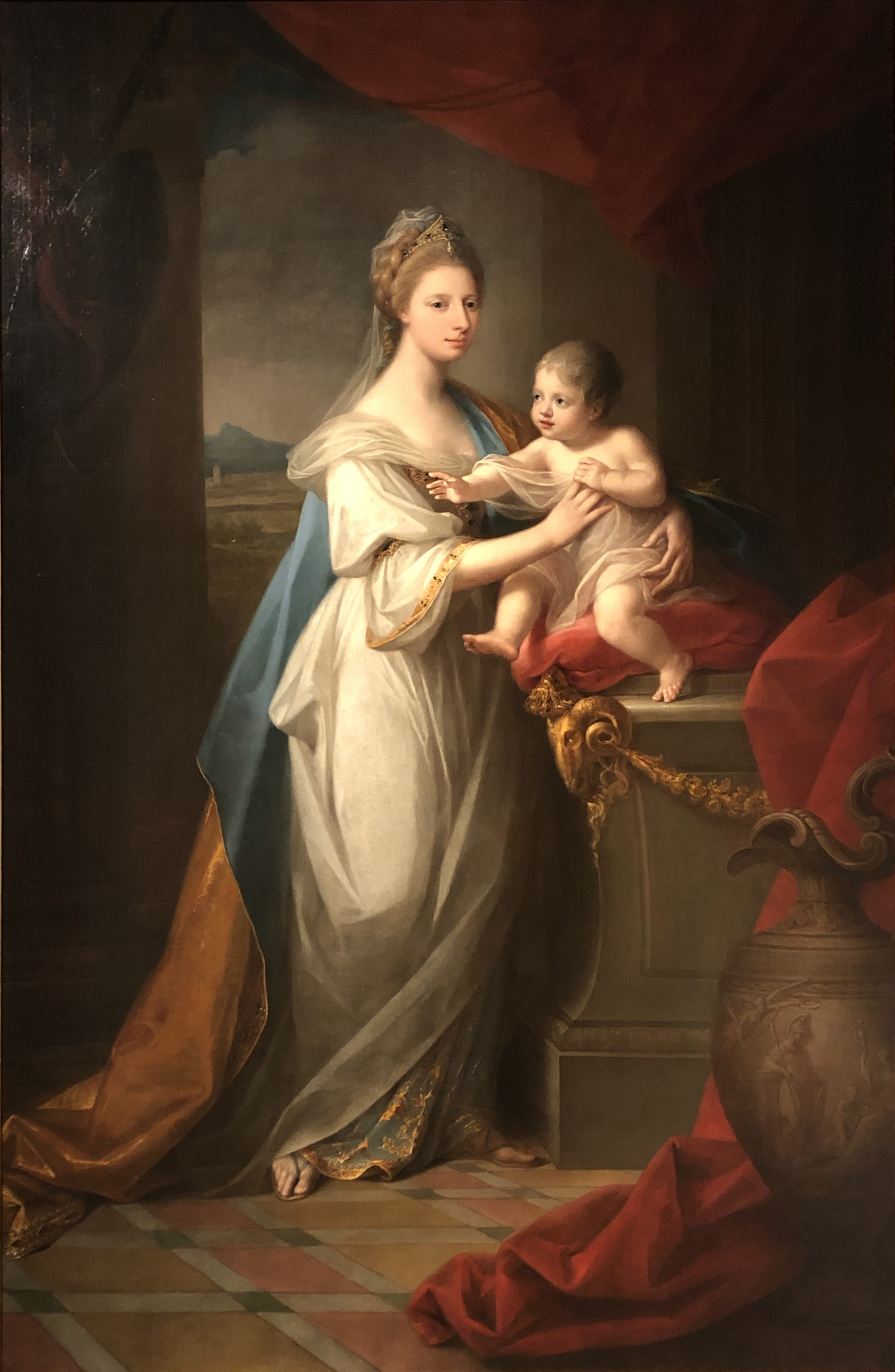
Augusta mit ihrem erstgeborenen Sohn Karl Georg August, Gemälde von Angelika Kauffmann, 1767; Royal Collection, London

Am 16. Januar 1764 heiratete Augusta in der Chapel Royal den Erbprinzen von Braunschweig-Wolfenbüttel, Karl Wilhelm Ferdinand von Braunschweig. Die aus rein dynastischen Interessen geschlossene Ehe wahrte zwar die höfischen Formen, war aber von gegenseitigem Desinteresse der beiden geprägt. Selbst durch die zwei weithin bekannten Mätressen ihres Mannes, Maria Antonia von Branconi und Luise von Hertefeld, ließ sich Augusta zu keiner Reaktion hinreißen. Ähnlich emotionslos war auch das Verhältnis zu ihren Kindern. Erst während der letzten Jahre ihres Lebens in London entstand eine sehr harmonische Beziehung zu ihrer Tochter Caroline.
Augustas Teilnahmslosigkeit an den Ereignissen in ihrem direkten Umfeld wurde von vielen ihrer Zeitgenossen als Hochmut gedeutet und gipfelten manchmal sogar in ehrverletzenden Gerüchten.
Ihrer Ehe mit Karl Wilhelm Ferdinand entstammten sieben Kinder:
- Augusta Caroline Friederike Luise (* 1764; † 1788), ⚭ 1780 Friedrich II., Herzog von Württemberg
- Karl George August (* 1766; † 1806) ⚭ 1790 Friederike Luise Wilhelmine von Oranien-Nassau
- Caroline Amalie (* 1768; † 1821) ⚭ 1795 Georg IV., König von Großbritannien
- Georg Wilhelm Christian (* 1769; † 1811)
- August (* 1770; † 1822)
- Friedrich Wilhelm (* 1771; † 1815), Herzog zu Braunschweig-Lüneburg und Fürst von Braunschweig-Wolfenbüttel ⚭ 1802 Marie von Baden
- Amelie Karoline Dorothea Luise (* 1772; † 1773)

Der erstgeborene Karl Georg August war fast blind, ebenso wie seine beiden jüngeren Brüder Georg Wilhelm Christian und August, doch war er nicht wie sie schwachsinnig, sondern nur geistig zurückgeblieben. Aufgrund ihres körperlichen und geistigen Zustands kamen aber die ersten drei Söhne für die Nachfolge ihres Vaters nicht in Frage. Nur der Jüngste, Friedrich Wilhelm, war im Vollbesitz seiner geistigen Kräfte, wenngleich er ein unbändiges Temperament besaß, das sich kaum in die Schranken weisen ließ. Augustas Töchter zeigten indes keine körperliche Fehlbildungen oder psychologischen Abnormitäten.

## Leben
Augusta von Hannover wuchs im elterlichen White House in Kew auf und erhielt dort gemeinsam mit ihrem Bruder Georg III. eine umfassende und fundierte Ausbildung. Neben Geschichte und Literatur standen auch Fremdsprachen wie Französisch und Italienisch auf dem Stundenplan.

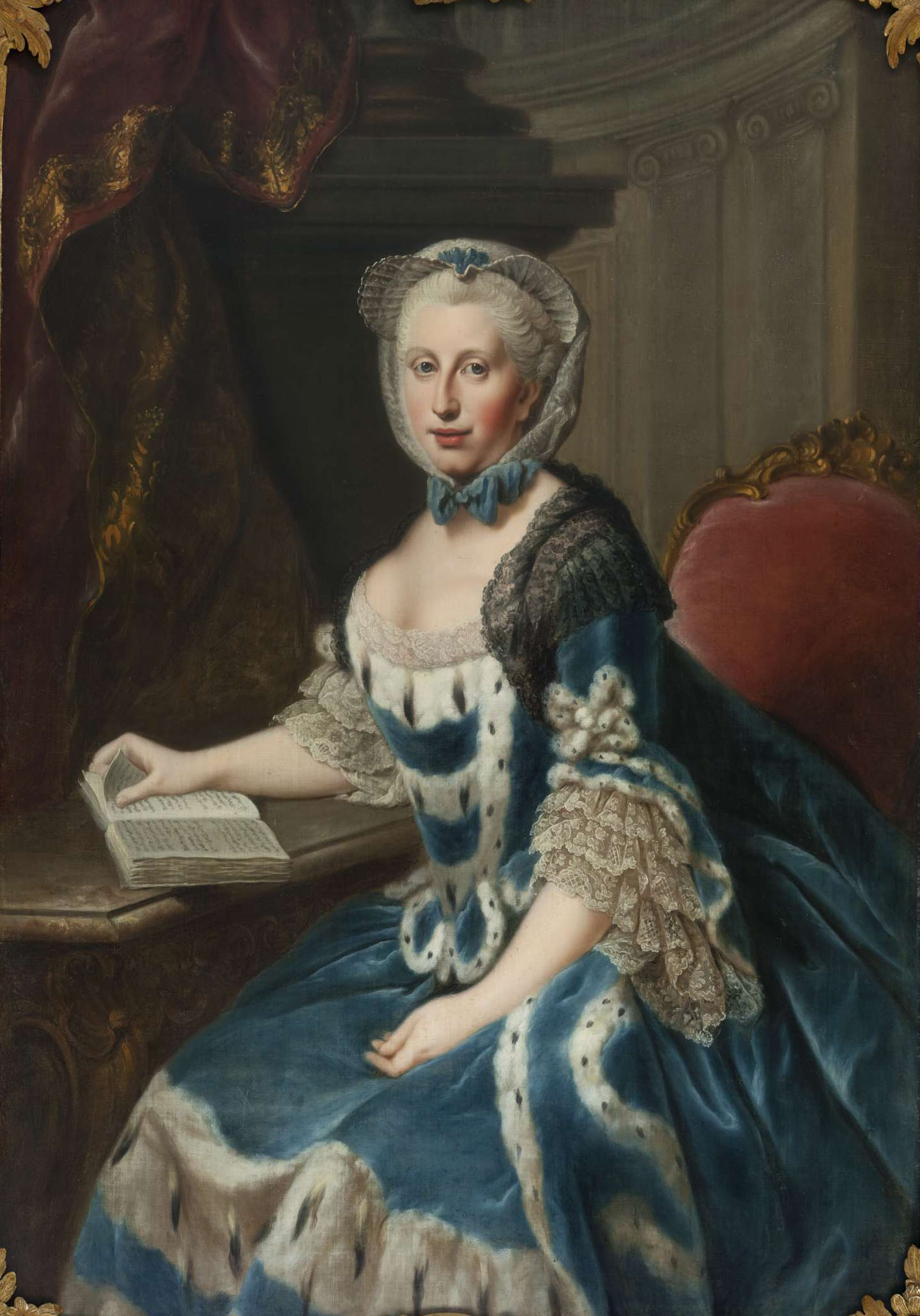
Augusta als Herzogin von Braunschweig-Lüneburg, Gemälde eines unbekannten Malers nach Johann Georg Ziesenis um 1762/65

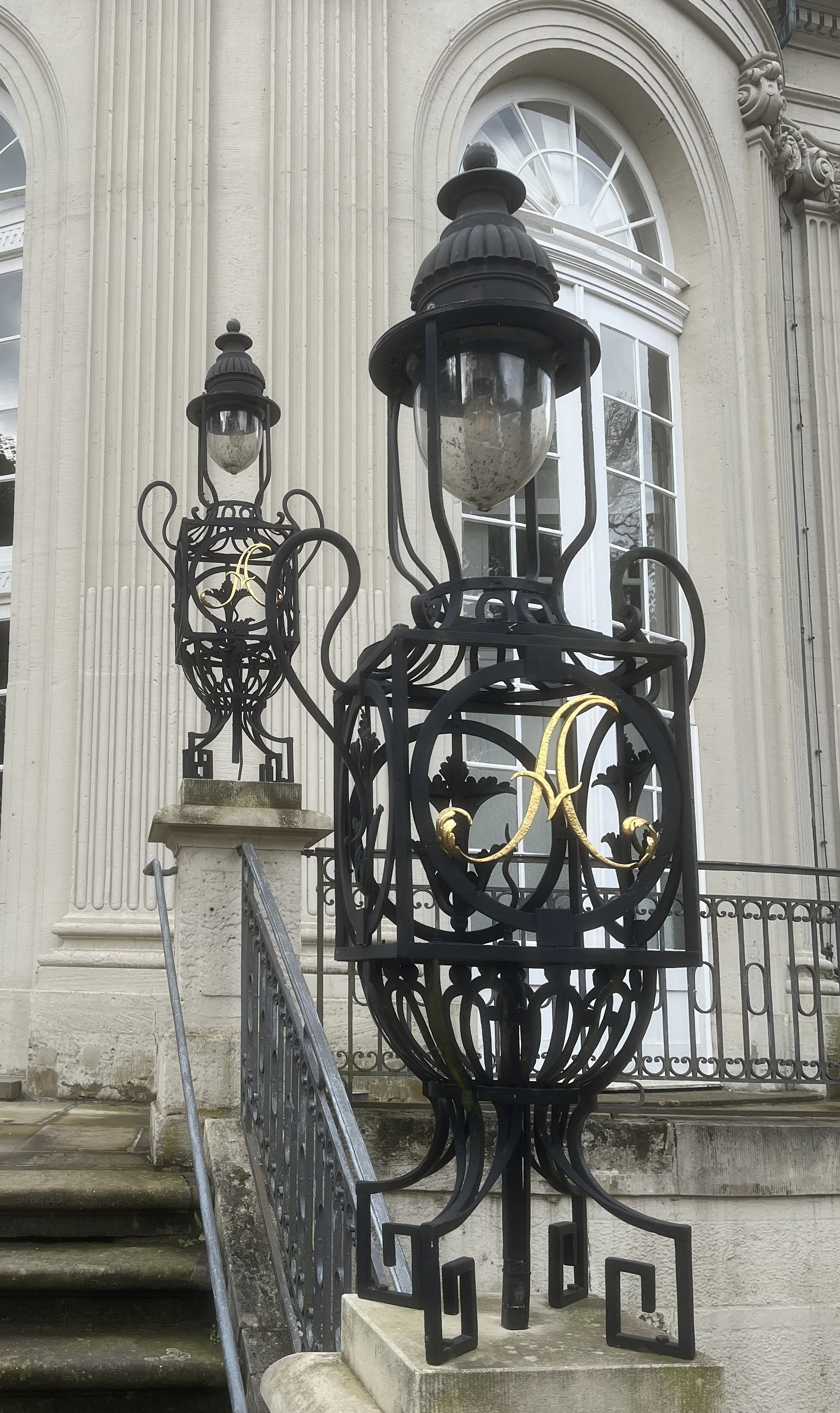
Monogramm Augustas am Schloss Richmond

Über eine eheliche Verbindung mit dem Haus der Herzöge von Braunschweig-Lüneburg war von Augustas Eltern schon lange nachgedacht worden, aber erst ab 1761 wurden dazu ernsthafte Verhandlungen vorangetrieben. Als Heiratskandidat wurde der Erbprinz des Fürstentums Braunschweig-Wolfenbüttel, Karl Wilhelm Ferdinand, auserkoren. Anlässlich der Heirat wurde die Erstgeborene des Prince of Wales mit einer Mitgift von 30.000 Pfund Sterling und einer jährlichen Leibrente von 8.000 Pfund Sterling pro Jahr ausgestattet; Geld, welches das braunschweigische Fürstentum gut gebrauchen konnte, weil seine Staatskasse leer war.
Nach der Hochzeitszeremonie in der Chapel Royal im St James’s Palace reiste das Brautpaar gemeinsam nach Braunschweig und bezog am 21. Februar 1764 seine Räumlichkeiten im dortigen Schloss. Augusta fühlte sich in der herzoglichen Residenz, einem in ihren Augen einfachen Fachwerkgebäude, aber nicht wohl, denn sie war durch ihre Herkunft Besseres gewohnt.
Als sie erstmals schwanger war, reiste sie nach England, um ihr Kind in gewohnter Umgebung zur Welt zu bringen. Aber auch nach der Geburt ihrer Tochter im Dezember 1764, die wie ihre Mutter auf den Namen Augusta getauft wurde, blieb die Prinzessin vorerst in England. Ihr Mann reiste derweil zwischen London und Braunschweig hin und her und kaufte zwischenzeitlich im Süden Braunschweigs den Zuckerberg, um dort ein Schloss errichten zu lassen, das Augustas Ansprüchen an Wohnkomfort und Gestaltung entsprach. Zur Errichtung des Gebäudes wurde der Baumeister Carl Christoph Wilhelm Fleischer beauftragt. Das Schloss sollte in Erinnerung an Richmond upon Thames Richmond heißen.
Augusta kehrte nach der Geburt ihres ersten Sohns nach Braunschweig zurück, stand aber immer im Schatten ihrer Schwiegermutter Philippine Charlotte von Preußen, die unumstrittener Mittelpunkt des Braunschweiger Hofs war. Als dann Schloss Richmond 1768 fertiggestellt war, zog Augusta schnellstmöglich dorthin und entfloh auf diese Weise dem herzoglichen Hof.
Als auch der dritte Sohn August 1770 wie seine beiden älteren Brüder mit körperlichen Abnormitäten zur Welt kam, wurde Augusta in aller Öffentlichkeit für die Missbildungen ihrer männlichen Nachkommen verantwortlich gemacht. Durch das Gerede am Hof und die weit verbreiteten Gerüchte litt ihr Ansehen in der Bevölkerung enorm – zumal sie einmal mehr untätig blieb und keine Maßnahmen traf, diesem Gerede entgegenzutreten.
Nach dem frühen Tod ihres letzten Kindes Amelie zog sich Augusta vollkommen vom Hofleben zurück. Dies änderte sich erst wieder, als ihr Mann 1773 die Nachfolge seines Vaters antrat. Die Herzogswitwe Philippine Charlotte verließ die herzogliche Residenz, und Augusta musste an der Seite ihres Gatten häufig repräsentative Aufgaben übernehmen. Trotzdem entzog sie sich so häufig wie möglich dem Geschehen am Braunschweiger Hof, indem sie sich auf Schloss Richmond zurückzog oder ihre jüngste Schwester Caroline Mathilde, deren Patin sie auch war, in Celle besuchte. Dort verfasste sie 1773 unbemerkt von ihrem Gemahl und dessen Hof ihr Testament.
Nach einer schweren Kopfverletzung Karl Wilhelm Ferdinands am 14. Oktober 1806, die er sich während der Schlacht bei Jena und Auerstedt im Vierten Koalitionskrieg zuzog, starb er rund einen Monat später im November des gleichen Jahres. Augusta floh vor französischen Truppen, die das Herzogtum Braunschweig besetzten, nach England. Ihr Bruder, König Georg III., wies ihr das Ranger's House in Blackheath als Residenz zu, das in direkter Nachbarschaft zum Haus ihrer Tochter Caroline Amalie lag. Mutter und Tochter trafen sich in der Folgezeit häufig, und Augusta benannte das Anwesen in Brunswick House um.
Sie starb im März 1813 an den Auswirkungen einer grippeähnlichen Erkrankung und wurde in der königlichen Gruft der St George’s Chapel von Windsor Castle beigesetzt.

## Ahnentafel
| Ahnentafel Augusta von Hannover | Ahnentafel Augusta von Hannover                                                                     | Ahnentafel Augusta von Hannover                                                                  | Ahnentafel Augusta von Hannover                                                                                      | Ahnentafel Augusta von Hannover                                                                                | Ahnentafel Augusta von Hannover                                                                                         | Ahnentafel Augusta von Hannover                                                                                         | Ahnentafel Augusta von Hannover                                                                                     | Ahnentafel Augusta von Hannover                                                                                     |
| ------------------------------- | --------------------------------------------------------------------------------------------------- | ------------------------------------------------------------------------------------------------ | --- | --- | --- | --- | --- | --- |
| Ururgroßeltern                  | Kurfürst Ernst August von Braunschweig-Lüneburg (1629–1698) ⚭ 1658 Sophie von der Pfalz (1630–1714) | Fürst Georg Wilhelm von Braunschweig-Lüneburg (1624–1705) ⚭ 1676 Eleonore d’Olbreuse (1639–1722) | Markgraf Albrecht II. von Brandenburg-Ansbach (1620–1667) ⚭ 1651 Sophie Margarete zu Oettingen-Oettingen (1634–1664) | Herzog Johann Georg I. von Sachsen-Eisenach (1634–1686) ⚭ Johanetta von Sayn-Wittgenstein (1626–1701)          | Herzog Ernst I. von Sachsen-Gotha-Altenburg (1601–1675) ⚭ 1636 Elisabeth Sophia von Sachsen-Altenburg (1619–1680)       | Herzog August von Sachsen-Weißenfels (1614–1680) ⚭ 1647 Anna Maria von Mecklenburg (1627–1669)                          | Herzog August von Sachsen-Weißenfels (1614–1680) ⚭ 1647 Anna Maria von Mecklenburg (1627–1669)                      | Fürst Johann VI. von Anhalt-Zerbst (1621–1667) ⚭ 1649 Sophie Auguste von Schleswig-Holstein-Gottorf (1630–1680)     |
| Urgroßeltern                    | König Georg I. (1660–1727) ⚭ 1682 Sophie Dorothea von Braunschweig-Lüneburg (1666–1726)             | König Georg I. (1660–1727) ⚭ 1682 Sophie Dorothea von Braunschweig-Lüneburg (1666–1726)          | Markgraf Johann Friedrich von Brandenburg-Ansbach (1654–1686) ⚭ 1681 Eleonore von Sachsen-Eisenach (1662–1696)       | Markgraf Johann Friedrich von Brandenburg-Ansbach (1654–1686) ⚭ 1681 Eleonore von Sachsen-Eisenach (1662–1696) | Herzog Friedrich I. von Sachsen-Gotha-Altenburg (1645–1691) ⚭ 1669 Magdalena Sibylle von Sachsen-Weißenfels (1648–1681) | Herzog Friedrich I. von Sachsen-Gotha-Altenburg (1645–1691) ⚭ 1669 Magdalena Sibylle von Sachsen-Weißenfels (1648–1681) | Fürst Karl Wilhelm von Anhalt-Zerbst (1652–1718) ⚭ 1676 Sophia von Sachsen-Weißenfels (1654–1724)                   | Fürst Karl Wilhelm von Anhalt-Zerbst (1652–1718) ⚭ 1676 Sophia von Sachsen-Weißenfels (1654–1724)                   |
| Großeltern                      | König Georg II. (1683–1760) ⚭ 1705 Caroline von Brandenburg-Ansbach (1683–1727)                     | König Georg II. (1683–1760) ⚭ 1705 Caroline von Brandenburg-Ansbach (1683–1727)                  | König Georg II. (1683–1760) ⚭ 1705 Caroline von Brandenburg-Ansbach (1683–1727)                                      | König Georg II. (1683–1760) ⚭ 1705 Caroline von Brandenburg-Ansbach (1683–1727)                                | Herzog Friedrich II. von Sachsen-Gotha-Altenburg (1676–1732) ⚭ 1696 Magdalena Augusta von Anhalt-Zerbst (1679–1740)     | Herzog Friedrich II. von Sachsen-Gotha-Altenburg (1676–1732) ⚭ 1696 Magdalena Augusta von Anhalt-Zerbst (1679–1740)     | Herzog Friedrich II. von Sachsen-Gotha-Altenburg (1676–1732) ⚭ 1696 Magdalena Augusta von Anhalt-Zerbst (1679–1740) | Herzog Friedrich II. von Sachsen-Gotha-Altenburg (1676–1732) ⚭ 1696 Magdalena Augusta von Anhalt-Zerbst (1679–1740) |
| Eltern                          | Prinz Friedrich Ludwig (1707–1751) ⚭ 1736 Augusta von Sachsen-Gotha-Altenburg (1719–1772)           | Prinz Friedrich Ludwig (1707–1751) ⚭ 1736 Augusta von Sachsen-Gotha-Altenburg (1719–1772)        | Prinz Friedrich Ludwig (1707–1751) ⚭ 1736 Augusta von Sachsen-Gotha-Altenburg (1719–1772)                            | Prinz Friedrich Ludwig (1707–1751) ⚭ 1736 Augusta von Sachsen-Gotha-Altenburg (1719–1772)                      | Prinz Friedrich Ludwig (1707–1751) ⚭ 1736 Augusta von Sachsen-Gotha-Altenburg (1719–1772)                               | Prinz Friedrich Ludwig (1707–1751) ⚭ 1736 Augusta von Sachsen-Gotha-Altenburg (1719–1772)                               | Prinz Friedrich Ludwig (1707–1751) ⚭ 1736 Augusta von Sachsen-Gotha-Altenburg (1719–1772)                           | Prinz Friedrich Ludwig (1707–1751) ⚭ 1736 Augusta von Sachsen-Gotha-Altenburg (1719–1772)                           |
| Augusta von Hannover            | |                                                                                                  | | | | | | |